# Beren și Lúthien
Povestea lui Beren și Lúthien, spusă în mai multe lucrări de JRR Tolkien, este povestea iubirii și aventurile muritorului  Beren și nemuritoarei elfe Lúthien . (Versiunile timpurii ale poveștii, publicate în cartea de sine stătătoare în 2017, l-au descris pe Beren ca un elf Noldorin. ) Tolkien a scris mai multe versiuni ale poveștii lor, cea mai recentă din The Silmarillion, iar povestea este menționată și în Stăpânul inelelor . Povestea are loc în timpul primei epoci a Pământului Mijlociu, cu aproximativ 6 500 de ani  înainte de evenimentele din Stăpânul inelelor . 
Beren, fiul lui Barahir, a tăiat un Silmaril din coroana lui Morgoth ca preț de mireasă pentru Lúthien, fiica regelui elf Thingol și Melian Maia. El a fost ucis de Carcharoth, lupul Angbandului, dar s-a întors din morți. A trăit atunci cu Lúthien pe Tol Galen în Ossiriand și a luptat cu piticii la Sarn Athrad. El a fost stră-străbunicul lui Elrond și Elros și, astfel, strămoșul regilor Númenórean. După împlinirea căutării morții lui Silmaril și Beren, Lúthien a ales să devină muritoare și să împărtășească soarta lui Beren. 

## Dezvoltare și versiuni
Prima versiune a poveștii este Povestea lui Tinúviel, care a fost scrisă în 1917 și publicată în Cartea poveștilor pierdute . În anii 1920 Tolkien a început să modeleze povestea și să o transforme într-un poem epic pe care l-a numit „Lay of Leithian” . Nu a terminat-o niciodată, lăsând nescrise trei din șaptesprezece canturi planificate. După moartea sa, Lay of Leithian a fost publicat în The Lays of Beleriand, împreună cu The Lay of the Children of Húrin și alte câteva poezii neterminate. Cea mai recentă versiune a poveștii este relatată în proză într-un capitol din  Silmarillion și este povestită de Aragorn în Frăția Inelului. 
Povestea lui Aragorn și Arwen, care este relatată în apendicele Stăpânul inelelor, a servit ca o continuare a acestei povești. Într-adevăr, atât Aragorn, cât și Arwen au fost descendenți ai lui Beren și Lúthien. 

## Rezumat
După cum s-a spus în  Silmarillion, versiunea ulterioară a poveștii: 
Beren a fost ultimul supraviețuitor al unui grup de bărbați din Dorthonion, condus de tatăl său Barahir, care a rezistat în fața lui Morgoth, Dușmanul Întunecat, după Bătălia de la Flăcarea de Sud, în care Morgoth a cucerit o mare parte din nordul Pământului Mijlociu . După înfrângerea tovarășilor săi, a fugit de pericol în regnul elfian Doriath . Acolo a  cunoscut-o pe Lúthien, singura fiică a regelui Thingol și Melian Maia, în timp ce ea dansa și cânta într-o poiană. Când a văzut-o, Beren s-a îndrăgostit, căci ea era cea mai dreaptă dintre toți elfii. Ulterior s-a îndrăgostit și ea de el, când el, mișcat de frumusețea și vocea ei fermecătoare, i-a dat porecla de „Tinúviel” (ceea ce înseamnă cântec de leagăn). ) Întrucât Thingol nu l-a plăcut pe Beren și l-a considerat nedemn de fiica sa, el a pus o sarcină aparent imposibilă pe Beren pe care trebuia să o realizeze înainte de a se putea căsători cu Lúthien. Thingol i-a cerut lui Beren să-i aducă unul dintre Silmarils, cele trei bijuterii sfinte  făcute de Fëanor, pe care Morgoth le-a furat elfilor. (Acesta a fost un act înfricoșător, care a implicat oamenii lui Thingol în blestemul Noldorului și, în cele din urmă, a provocat distrugerea orașului  Doriath. ) 
Beren a părăsit Doriath și a pornit în căutarea lui Angband, cetatea inamicului. Deși Thingol a încercat să o împiedice, Lúthien l-a urmat ulterior. În călătoria sa pe pământul inamicului, Beren a ajuns la Nargothrond, o fortăreață a elfilor, și i s-au alăturat zece războinici sub conducerea regelui Finrod, care au depus jurământul de prietenie tatălui lui Beren. Deși fiii lui Feanor, Celegorm și Curufin, i-au avertizat să nu ia Silmaril ca și cum le-ar fi aparținut, compania a fost determinată să-l însoțească pe Beren. În drum spre Angband, au fost confiscate de slujitorii lui Sauron, în ciuda celor mai bune eforturi ale Finrod pentru a-și menține înfățișarea ca orci, și au fost întemnițați în Tol-in-Gaurhoth. Unul câte unul au fost uciși de un vârcolac până când au rămas doar Beren și Finrod. Când lupul a plecat spre Beren, Finrod și-a rupt lanțurile și l-a luptat cu atâta înverșunare că amândoi au murit. 
Când îl urmărea pe Beren, Lúthien a fost capturată și adusă la Nargothrond de către Celegorm și Curufin. Ajutată de Huan, hound-ul lui Celegorm (care după profeție nu putea fi învins decât de cel mai mare vârcolac existent vreodată), ea a reușit să fugă. Cu ajutorul său, a ajuns la fortăreața lui Sauron, unde Huan a învins vârcolacii vrăjmașului, Draugluin conducatorul vârcolacilor și Sauron însuși în formă de lup. Apoi Lúthien l-a forțat pe Sauron să-i dea proprietatea turnului. A eliberat prizonierii, printre ei Beren. Între timp, Sauron a luat forma de vampir și a fugit în Taur-nu-Fuin (fostul Dorthonion). 
Beren a vrut să încerce încă o dată, și Lúthien a insistat să vină cu el. Cu toate acestea, au fost atacați de Celegorm și Curufin, care au fost exilați din Nargothrond. Beren a fost rănit de Curufin, dar Lúthien l-a vindecat. Prin magie au luat formele liliacului Thuringwethil și lupul Draugluin pe care Huan îi omorâse. Prin aceasta au putut intra în țara inamicului și în cele din urmă au ajuns în Angband și înaintea tronului lui Morgoth. Acolo Lúthien a cântat o melodie magică care a făcut ca Lordul Întunecat și curtea lui să adoarmă; apoi Beren a tăiat un Silmaril din coroana lui Morgoth. În timp ce încerca să-i decupeze pe ceilalți, cuțitul său s-a rupt și un fragment a aruncat o privire de pe fața lui Morgoth, trezindu-l. În timp ce încercau să plece, poarta a fost împiedicată de Carcharoth, un vârcolac uriaș, care a fost crescut ca un adversar pentru Huan. A mușcat și înghițit mâna lui Beren, în care Beren ținea Silmarilul.  Carcharoth a fost ars de lumina pură a Silmarilului și a fugit nebunește. Vulturii i-au ajutat apoi pe Beren și Lúthien să scape. 
Beren și Lúthien s-au întors la Doriath, unde au povestit despre faptele lor și, prin aceasta, au înmuiat inima lui Thingol. El a acceptat căsătoria fiicei sale și a muritorului, deși sarcina lui Beren nu a fost îndeplinită. Beren și Huan au participat la vânătoarea lui Carcharoth, care în nebunia sa a intrat în Doriath și a provocat acolo multe distrugeri. Amândoi au fost uciși de lup, dar Carcharoth a fost și el ucis. Înainte de a muri, Beren a înmânat lui Thingol Silmarilul, care a fost recuperat din burta lui Carcharoth. 
Îndurerat pentru Beren, Lúthien a murit și  a venit pe holurile lui Mandos . Acolo a cântat de soarta ei rea, că nu il va mai vedea niciodată pe Beren, care, ca om muritor, a trecut în lumea morților. Prin urmare, Mandos a simțit milă l. El i-a readus la viață pe Beren și Lúthien și a acordat mortalitate elfei. Lúthien a părăsit casa și părinții și a plecat la Ossiriand cu Beren. Acolo au locuit tot restul vieții și amândoi au murit în cele din urmă prin moartea oamenilor muritori.